# Asyneuma ekimianum
Asyneuma ekimianum là loài thực vật có hoa trong họ Hoa chuông. Loài này được Kit Tan & Yildiz mô tả khoa học đầu tiên năm 1988.